# WHA 1974/75
Die Saison 1974/75 war die dritte reguläre Saison der World Hockey Association (WHA).
Die dritte Saison brachte die erste Erweiterung der Liga mit sich. Mit den Indianapolis Racers und den Phoenix Roadrunners kamen zwei neue Teams hinzu. Es gab auch zwei Umzüge mit unterschiedlichem Erfolg. Nachdem man sich eingestanden hatte, im Standort New York das Rennen gegen die NHL nicht gewinnen zu können, zog das dort ansässige Team nach San Diego und erhielt dort den erhofften Zuspruch. Auch aus Los Angeles zog man sich zurück und ging nach Detroit. Hier hatten die Michigan Stags aber nicht den gewünschten Erfolg. Schon im Januar wurden aus den Stags die Baltimore Blades. Das Team beendete die Spielzeit und wurde dann aufgelöst. Man entschied sich, die Liga nun in drei Divisions aufzuteilen.
Die Toronto Toros rüsteten personell auf und brachten mit Frank Mahovlich einen weiteren ehemaligen NHL-Star in die Liga. Gleich zwei Ereignisse erinnerten an die Summit Series 1972, bei der die Stars der NHL gegen die Nationalmannschaft der Sowjetunion gewinnen konnten. Zum einen spielte der damalige Star der Serie, Paul Henderson, nun auch in der WHA für Toronto, vor allem aber veranstaltete ein All-Star-Team der WHA vor Saisonbeginn die Summit Series 1974, unterlag aber in der über acht Spiele gehenden Serie, wobei vier Spiele in den kanadischen WHA-Städten ausgetragen wurden und vier Partien in Moskau stattfanden.
Den Houston Aeros gelang die Titelverteidigung. Sie wurden der dritte Gewinner der Avco World Trophy. Sie setzen sich klar mit 4–0 gegen die Québec Nordiques in den Finalspielen durch.
4.095.911 Zuschauer sahen die 546 Spiele der dritten Saison. Im Schnitt waren das 7.502 pro Spiel, was eine deutliche Steigerung zur Vorsaison bedeutete. Die NHL hatte zu dieser Zeit etwa 13.224 Zuschauer und im Vergleich zum Vorjahr einen leichten Rückgang.

## Reguläre Saison

### Modus
Durch die beiden zusätzlichen Mannschaften wurden die 14 WHA-Teams in drei Divisions aufgeteilt. Die Canadian und die Western Division spielten mit fünf Teams, die Eastern Division mit nur vier. Insgesamt bestritt jedes Team im Verlauf der regulären Saison 78 Saisonspiele, davon 39 auf heimischen Eis und 39 auf dem des gegnerischen Teams. Erstmals traten alle Teams gleich oft gegeneinander an. So kam es zwischen allen Teams zu drei Heim- und drei Auswärtsspielen.
Am Ende der regulären Saison qualifizierten sich aus jeder Division die zwei bestplatzierten Mannschaften für die Playoffs, dazu kamen noch die beiden punktbesten Teams aus den Dritt- und Viertplatzierten. Die Playoffs fanden im Anschluss an die reguläre Saison statt und wurden im K.-o.-System ausgetragen. Bei Punktgleichheit zwischen zwei oder mehreren Teams zählte zunächst die größere Anzahl an gewonnenen Spielen.

### Abschlusstabellen

#### Canadian Division
Abkürzungen: GP = Spiele, W = Siege, L = Niederlagen, T = Unentschieden, GF = Erzielte Tore, GA = Gegentore, Pts = Punkte

Erläuterungen: In Klammern befindet sich die Platzierung innerhalb der Conference;       = Playoff-Qualifikation,       = Divisions-Sieger
| Canadian Division | GP | W  | L  | T | GF  | GA  | Pts | Zø     |
| ----------------- | -- | -- | -- | - | --- | --- | --- | ------ |
| Québec Nordiques  | 78 | 46 | 32 | 0 | 331 | 299 | 92  | 9.406  |
| Toronto Toros     | 78 | 43 | 33 | 2 | 349 | 304 | 88  | 10.436 |
| Winnipeg Jets     | 78 | 38 | 35 | 5 | 322 | 293 | 81  | 8.586  |
| Vancouver Blazers | 78 | 37 | 39 | 2 | 256 | 270 | 76  | 8.014  |
| Edmonton Oilers   | 78 | 36 | 38 | 4 | 279 | 279 | 76  | 10.722 |

#### Eastern Division
| Eastern Division    | GP | W  | L  | T | GF  | GA  | Pts | Zø    |
| ------------------- | -- | -- | -- | - | --- | --- | --- | ----- |
| New England Whalers | 78 | 43 | 30 | 5 | 274 | 279 | 91  | 7.845 |
| Cleveland Crusaders | 78 | 35 | 40 | 3 | 236 | 258 | 73  | 6.931 |
| Chicago Cougars     | 78 | 30 | 47 | 1 | 261 | 312 | 61  | 3.168 |
| Indianapolis Racers | 78 | 18 | 57 | 3 | 216 | 338 | 39  | 7.923 |

#### Western Division
| Western Division                | GP | W  | L  | T | GF  | GA  | Pts | Zø    |
| ------------------------------- | -- | -- | -- | - | --- | --- | --- | ----- |
| Houston Aeros                   | 78 | 53 | 25 | 0 | 369 | 247 | 106 | 6.801 |
| San Diego Mariners              | 78 | 43 | 31 | 4 | 326 | 268 | 90  | 6.080 |
| Minnesota Fighting Saints       | 78 | 42 | 33 | 3 | 308 | 279 | 87  | 8.410 |
| Phoenix Roadrunners             | 78 | 39 | 31 | 8 | 300 | 265 | 86  | 7.443 |
| Michigan Stags Baltimore Blades | 78 | 21 | 53 | 4 | 205 | 341 | 46  | 3.258 |

* Umzug während der Saison von Michigan nach Baltimore

### Beste Scorer
Überwiegend bekannte Gesichter fand man unter den besten Scorern. Mit Ulf Nilsson und Anders Hedberg hatte man in Winnipeg zwei Schweden verpflichtet, die prächtig einschlugen. Im Sog von André Lacroix kam Wayne Rivers in die Bestenliste. Er hatte sich in der NHL nicht durchsetzen können und etablierte sich von Beginn an in der WHA. Wayne Dillon war ein 19-jähriger Kanadier, der für die NHL noch zu jung war. Ab der kommenden Saison war er dort spielberechtigt und wechselte zu den New York Rangers.
Abkürzungen: GP = Spiele, G = Tore, A = Assists, Pts = Punkte, PIM = Strafminuten; Fett: Saisonbestwert
| Spieler        | Team      | GP | G  | A   | Pts | PIM |
| -------------- | --------- | -- | -- | --- | --- | --- |
| André Lacroix  | San Diego | 78 | 41 | 106 | 147 | 63  |
| Bobby Hull     | Winnipeg  | 78 | 77 | 65  | 142 | 41  |
| Serge Bernier  | Québec    | 76 | 54 | 68  | 122 | 75  |
| Ulf Nilsson    | Winnipeg  | 78 | 26 | 94  | 120 | 79  |
| Larry Lund     | Houston   | 78 | 33 | 75  | 108 | 68  |
| Wayne Rivers   | San Diego | 78 | 54 | 53  | 107 | 52  |
| Anders Hedberg | Winnipeg  | 65 | 53 | 47  | 100 | 45  |
| Gordie Howe    | Houston   | 75 | 34 | 65  | 99  | 84  |
| Wayne Dillon   | Toronto   | 77 | 29 | 66  | 95  | 22  |
| Mike Walton    | Minnesota | 75 | 48 | 45  | 93  | 33  |

### Beste Torhüter
Abkürzungen: GP = Spiele, TOI = Eiszeit (in Minuten), W = Siege, L = Niederlagen, OTL = Overtime/Shootout-Niederlagen, GA = Gegentore, SO = Shutouts, Sv% = gehaltene Schüsse (in %), GAA = Gegentorschnitt; Fett: Saisonbestwert
| Spieler        | Team               | GP | TOI  | W  | L  | T | GA  | SO | GAA  |
| -------------- | ------------------ | -- | ---- | -- | -- | - | --- | -- | ---- |
| Ron Grahame    | Houston            | 43 | 2590 | 33 | 10 | 0 | 131 | 4  | 3,03 |
| Wayne Rutledge | Houston            | 35 | 2098 | 20 | 15 | 0 | 113 | 2  | 3,23 |
| Bob Whidden    | Cleveland          | 29 | 1654 | 9  | 16 | 1 | 89  | 2  | 3,23 |
| Ernie Wakely   | Winnipeg San Diego | 41 | 2417 | 23 | 15 | 2 | 131 | 3  | 3,25 |
| Gerry Cheevers | Cleveland          | 52 | 3076 | 26 | 24 | 2 | 167 | 4  | 3,26 |

## Playoff

### Modus
Nachdem sich aus jeder Division die zwei ersten und zusätzlich die beiden punktbesten Teams qualifiziert hatten, starten die im K.-o.-System ausgetragenen Play-offs. Das punktbeste Team traf auf das achtbeste. Das zweite traf auf das siebte, das dritte auf das sechste und das vierte auf das fünfte.
Die siegreichen Teams trafen dann in den Division Finals aufeinander. Die beiden Playoff-Sieger der Divisions trafen dann in der Finalserie um die Avco World Trophy aufeinander.
Alle Serien jeder Runde wurden im Best-of-Seven-Modus ausgespielt, das heißt, dass ein Team vier Siege zum Erreichen der nächsten Runde benötigte. Das höher gesetzte Team hatte dabei die ersten beiden Spiele Heimrecht, die nächsten beiden das gegnerische Team. War bis dahin kein Sieger aus der Runde hervorgegangen, wechselte das Heimrecht von Spiel zu Spiel. So hatte die höhergesetzte Mannschaft in Spiel 1, 2, 5 und 7, also vier der maximal sieben Spiele, einen Heimvorteil.
Im Finale begann das Team mit den mehr erreichten Punkten in der regulären Saison mit zwei Heimspielen. Es folgten zwei Auswärtsspiele.
Bei Spielen, die nach der regulären Spielzeit von 60 Minuten unentschieden standen, folgte die Overtime. Die Drittel dauerten weiterhin 20 Minuten und es wurde so lange gespielt bis ein Team das erste Tor schoss.

### Playoff-Baum
| Quarterfinals | Quarterfinals             | Quarterfinals      |    |                           | Semifinals | Semifinals | Semifinals |  |  | Finale | Finale | Finale |
|               |                           |                    |    |                           |            |            |            |  |  |        |        |        |
| W1            | Houston Aeros             | 4                  |    |                           |            |            |            |  |  |        |        |        |
| E2            | Cleveland Crusaders       | 1                  |    |                           |            |            |            |  |  |        |        |        |
| E2            | Cleveland Crusaders       | 1                  | W1 | Houston Aeros             | 4          |            |            |  |  |        |        |        |
|               |                           |                    | W1 | Houston Aeros             | 4          |            |            |  |  |        |        |        |
|               | W2                        | San Diego Mariners | 0  |                           |            |            |            |  |  |        |        |        |
| W2            | W2                        | San Diego Mariners | 0  | San Diego Mariners        | 4          |            |            |  |  |        |        |        |
| W2            |                           |                    |    | San Diego Mariners        | 4          |            |            |  |  |        |        |        |
| C2            | Toronto Toros             | 2                  |    |                           |            |            |            |  |  |        |        |        |
| C2            | Toronto Toros             | 2                  | W1 | Houston Aeros             | 4          |            |            |  |  |        |        |        |
|               |                           |                    |    | Houston Aeros             | 4          |            |            |  |  |        |        |        |
|               | C1                        | Québec Nordiques   | 0  |                           |            |            |            |  |  |        |        |        |
| E1            | C1                        | Québec Nordiques   | 0  | New England Whalers       | 2          |            |            |  |  |        |        |        |
| E1            |                           |                    |    | New England Whalers       | 2          |            |            |  |  |        |        |        |
| W3            | Minnesota Fighting Saints | 4                  |    |                           |            |            |            |  |  |        |        |        |
| W3            | Minnesota Fighting Saints | 4                  | W3 | Minnesota Fighting Saints | 2          |            |            |  |  |        |        |        |
|               |                           |                    | W3 | Minnesota Fighting Saints | 2          |            |            |  |  |        |        |        |
|               | C1                        | Québec Nordiques   | 4  |                           |            |            |            |  |  |        |        |        |
| C1            | C1                        | Québec Nordiques   | 4  | Québec Nordiques          | 4          |            |            |  |  |        |        |        |
| C1            |                           |                    |    | Québec Nordiques          | 4          |            |            |  |  |        |        |        |
| W4            | Phoenix Roadrunners       | 1                  |    |                           |            |            |            |  |  |        |        |        |

### Quarterfinals (Runde 1)
| Houston Aeros (1) vs. Cleveland Crusaders (8) | Houston Aeros (1) vs. Cleveland Crusaders (8) | Houston Aeros (1) vs. Cleveland Crusaders (8) | Houston Aeros (1) vs. Cleveland Crusaders (8) | Houston Aeros (1) vs. Cleveland Crusaders (8) | Houston Aeros (1) vs. Cleveland Crusaders (8) | Houston Aeros (1) vs. Cleveland Crusaders (8) |
| Datum                                         | Auswärtsteam                                  | Auswärtsteam                                  | Heimteam                                      | Heimteam                                      | Bem.                                          |                                               |
| --------------------------------------------- | --------------------------------------------- | --------------------------------------------- | --------------------------------------------- | --------------------------------------------- | --------------------------------------------- | --------------------------------------------- |
| 10. April                                     | Cleveland                                     | 5                                             | 8                                             | Houston                                       |                                               |                                               |
| 12. April                                     | Cleveland                                     | 3                                             | 5                                             | Houston                                       |                                               |                                               |
| 13. April                                     | Houston                                       | 1                                             | 3                                             | Cleveland                                     |                                               |                                               |
| 15. April                                     | Houston                                       | 7                                             | 2                                             | Cleveland                                     |                                               |                                               |
| 17. April                                     | Cleveland                                     | 1                                             | 3                                             | Houston                                       |                                               |                                               |
| Houston gewinnt die Serie mit 4:1.            |                                               |                                               |                                               |                                               |                                               |                                               |

| Québec Nordiques (2) vs. Phoenix Roadrunners (7) | Québec Nordiques (2) vs. Phoenix Roadrunners (7) | Québec Nordiques (2) vs. Phoenix Roadrunners (7) | Québec Nordiques (2) vs. Phoenix Roadrunners (7) | Québec Nordiques (2) vs. Phoenix Roadrunners (7) | Québec Nordiques (2) vs. Phoenix Roadrunners (7) | Québec Nordiques (2) vs. Phoenix Roadrunners (7) |
| Datum                                            | Auswärtsteam                                     | Auswärtsteam                                     | Heimteam                                         | Heimteam                                         | Bem.                                             |                                                  |
| ------------------------------------------------ | ------------------------------------------------ | ------------------------------------------------ | ------------------------------------------------ | ------------------------------------------------ | ------------------------------------------------ | ------------------------------------------------ |
| 8. April                                         | Phoenix                                          | 2                                                | 5                                                | Québec                                           |                                                  |                                                  |
| 10. April                                        | Phoenix                                          | 2                                                | 3                                                | Québec                                           |                                                  |                                                  |
| 12. April                                        | Québec                                           | 3                                                | 0                                                | Phoenix                                          |                                                  |                                                  |
| 15. April                                        | Québec                                           | 5                                                | 6                                                | Phoenix                                          | 1OT                                              |                                                  |
| 17. April                                        | Phoenix                                          | 2                                                | 4                                                | Québec                                           |                                                  |                                                  |
| Québec gewinnt die Serie mit 4:1.                |                                                  |                                                  |                                                  |                                                  |                                                  |                                                  |

| New England Whalers (3) vs. Minnesota Fighting Saints (6) | New England Whalers (3) vs. Minnesota Fighting Saints (6) | New England Whalers (3) vs. Minnesota Fighting Saints (6) | New England Whalers (3) vs. Minnesota Fighting Saints (6) | New England Whalers (3) vs. Minnesota Fighting Saints (6) | New England Whalers (3) vs. Minnesota Fighting Saints (6) | New England Whalers (3) vs. Minnesota Fighting Saints (6) |
| Datum                                                     | Auswärtsteam                                              | Auswärtsteam                                              | Heimteam                                                  | Heimteam                                                  | Bem.                                                      |                                                           |
| --------------------------------------------------------- | --------------------------------------------------------- | --------------------------------------------------------- | --------------------------------------------------------- | --------------------------------------------------------- | --------------------------------------------------------- | --------------------------------------------------------- |
| 9. April                                                  | Minnesota                                                 | 6                                                         | 5                                                         | New England                                               |                                                           |                                                           |
| 11. April                                                 | Minnesota                                                 | 2                                                         | 3                                                         | New England                                               | 1OT                                                       |                                                           |
| 13. April                                                 | New England                                               | 3                                                         | 8                                                         | Minnesota                                                 |                                                           |                                                           |
| 15. April                                                 | New England                                               | 5                                                         | 2                                                         | Minnesota                                                 |                                                           |                                                           |
| 18. April                                                 | Minnesota                                                 | 4                                                         | 0                                                         | New England                                               |                                                           |                                                           |
| 19. April                                                 | New England                                               | 1                                                         | 6                                                         | Minnesota                                                 |                                                           |                                                           |
| Minnesota gewinnt die Serie mit 4:2.                      |                                                           |                                                           |                                                           |                                                           |                                                           |                                                           |

| San Diego Mariners (4) vs. Toronto Toros (5) | San Diego Mariners (4) vs. Toronto Toros (5) | San Diego Mariners (4) vs. Toronto Toros (5) | San Diego Mariners (4) vs. Toronto Toros (5) | San Diego Mariners (4) vs. Toronto Toros (5) | San Diego Mariners (4) vs. Toronto Toros (5) | San Diego Mariners (4) vs. Toronto Toros (5) |
| Datum                                        | Auswärtsteam                                 | Auswärtsteam                                 | Heimteam                                     | Heimteam                                     | Bem.                                         |                                              |
| -------------------------------------------- | -------------------------------------------- | -------------------------------------------- | -------------------------------------------- | -------------------------------------------- | -------------------------------------------- | -------------------------------------------- |
| 9. April                                     | Toronto                                      | 3                                            | 5                                            | San Diego                                    |                                              |                                              |
| 12. April                                    | Toronto                                      | 6                                            | 7                                            | San Diego                                    |                                              |                                              |
| 14. April                                    | San Diego                                    | 2                                            | 5                                            | Toronto                                      |                                              |                                              |
| 16. April                                    | San Diego                                    | 5                                            | 6                                            | Toronto                                      |                                              |                                              |
| 18. April                                    | Toronto                                      | 3                                            | 4                                            | San Diego                                    |                                              |                                              |
| 21. April                                    | San Diego                                    | 6                                            | 4                                            | Toronto                                      |                                              |                                              |
| San Diego gewinnt die Serie mit 4:2.         |                                              |                                              |                                              |                                              |                                              |                                              |

### Semifinals (Runde 2)
| Houston Aeros (1) vs. San Diego Mariners (4) | Houston Aeros (1) vs. San Diego Mariners (4) | Houston Aeros (1) vs. San Diego Mariners (4) | Houston Aeros (1) vs. San Diego Mariners (4) | Houston Aeros (1) vs. San Diego Mariners (4) | Houston Aeros (1) vs. San Diego Mariners (4) | Houston Aeros (1) vs. San Diego Mariners (4) |
| Datum                                        | Auswärtsteam                                 | Auswärtsteam                                 | Heimteam                                     | Heimteam                                     | Bem.                                         |                                              |
| -------------------------------------------- | -------------------------------------------- | -------------------------------------------- | -------------------------------------------- | -------------------------------------------- | -------------------------------------------- | -------------------------------------------- |
| 25. April                                    | Houston                                      | 4                                            | 0                                            | San Diego                                    |                                              |                                              |
| 27. April                                    | Houston                                      | 2                                            | 1                                            | San Diego                                    |                                              |                                              |
| 29. April                                    | San Diego                                    | 0                                            | 6                                            | Houston                                      |                                              |                                              |
| 1. Mai                                       | San Diego                                    | 4                                            | 5                                            | Houston                                      | 1OT                                          |                                              |
| Houston gewinnt die Serie mit 4:0.           |                                              |                                              |                                              |                                              |                                              |                                              |

Die Serie wurde in umgekehrter Reihenfolge ausgetragen. Houston startete in San Diego, doch gleich im ersten Spiel machten die Aeros klar, dass es nur einen Sieger geben konnte. Nach zwei Siegen in San Diego wurden die Mariners auch im ersten Heimspiel deklassiert. Dass es ihnen gelang das letzte Spiel in die Overtime zu retten, konnte als Achtungserfolg angesehen werden, doch nach 27 Sekunden beendete Jim Sherrit die Saison für die Spieler der Mariners
| Québec Nordiques (2) vs. Minnesota Fighting Saints (6) | Québec Nordiques (2) vs. Minnesota Fighting Saints (6) | Québec Nordiques (2) vs. Minnesota Fighting Saints (6) | Québec Nordiques (2) vs. Minnesota Fighting Saints (6) | Québec Nordiques (2) vs. Minnesota Fighting Saints (6) | Québec Nordiques (2) vs. Minnesota Fighting Saints (6) | Québec Nordiques (2) vs. Minnesota Fighting Saints (6) |
| Datum                                                  | Auswärtsteam                                           | Auswärtsteam                                           | Heimteam                                               | Heimteam                                               | Bem.                                                   |                                                        |
| ------------------------------------------------------ | ------------------------------------------------------ | ------------------------------------------------------ | ------------------------------------------------------ | ------------------------------------------------------ | ------------------------------------------------------ | ------------------------------------------------------ |
| 22. April                                              | Minnesota                                              | 1                                                      | 4                                                      | Québec                                                 |                                                        |                                                        |
| 23. April                                              | Minnesota                                              | 5                                                      | 3                                                      | Québec                                                 |                                                        |                                                        |
| 26. April                                              | Québec                                                 | 6                                                      | 1                                                      | Minnesota                                              |                                                        |                                                        |
| 27. April                                              | Québec                                                 | 2                                                      | 4                                                      | Minnesota                                              |                                                        |                                                        |
| 29. April                                              | Minnesota                                              | 3                                                      | 6                                                      | Québec                                                 |                                                        |                                                        |
| 1. Mai                                                 | Québec                                                 | 4                                                      | 2                                                      | Minnesota                                              |                                                        |                                                        |
| Québec gewinnt die Serie mit 4:2.                      |                                                        |                                                        |                                                        |                                                        |                                                        |                                                        |

Schon in der vorherigen Runde überraschten die Fighting Saints und gegen die Nordiques hatte man in der regulären Saison schon gute Erfahrungen gemacht. Alle drei Spiele in Québec konnten sie gewinnen. Sehr erleichtert waren die Nordiques daher über den Sieg in der ersten Partie. Doch Minnesota hielt die Serie bis zum vierten Spiel offen. Schließlich gelang es dem nominellen Favoriten aus Québec die Fighting Saints in sechs Spielen zu besiegen.

### Avco World Trophy Championship
| Houston Aeros (1) vs. Québec Nordiques (2)                   | Houston Aeros (1) vs. Québec Nordiques (2) | Houston Aeros (1) vs. Québec Nordiques (2) | Houston Aeros (1) vs. Québec Nordiques (2) | Houston Aeros (1) vs. Québec Nordiques (2) | Houston Aeros (1) vs. Québec Nordiques (2) | Houston Aeros (1) vs. Québec Nordiques (2) |
| Datum                                                        | Auswärtsteam                               | Auswärtsteam | Heimteam | Heimteam                                   | Bem.                                       |                                            |
| ------------------------------------------------------------ | ------------------------------------------ | --- | --- | ------------------------------------------ | ------------------------------------------ | ------------------------------------------ |
| 3. Mai                                                       | Quebec                                     | 2 M. Tardif (C. Bordeleau, D. Hoganson) 37:21 B. Guindon (C. Bordeleau) 43:45 | 6 G. Labossiere (P. Popiel, J. Schella) 1:26 L. Lund (M. Howe, G. Howe) 2:36 G. Howe (J. Schella, R. Preston) 12:13 T. Ruskowski (P. Popiel, D. Larway) 17:54 D. Larway (T. Ruskowski) 24:37 G. Labossiere (T. Taylor, F. Hughes) 41:45 | Houston                                    |                                            |                                            |
| 6. Mai                                                       | Quebec                                     | 3 D. Hoganson (S. Bernier, R. Houle) 16:34 M. Tardif (C. Bordeleau, B. Guindon) 22:57 M. Tardif (C. Bordeleau) 42:37 | 5 G. Howe (M. Howe, J. Sherrit) 4:44 G. Howe (L. Lund, F. Hughes) 21:19 G. Labossiere (M. Hall, T. Taylor) 42:06 T. Ruskowski (R. Preston, G. Irwin) 43:04 A. Hinse (L. Lund, J. Schella) 51:08                                         | Houston                                    |                                            |                                            |
| 10. Mai                                                      | Houston                                    | 2 F. Hughes (G. Howe, M. Howe) 20:14 P. Popiel (J. Schella) 53:48 | 0 | Quebec                                     |                                            |                                            |
| 12. Mai                                                      | Houston                                    | 7 G. Howe (A. Hinse, L. Lund) 2:41 M. Howe (A. Hinse, L. Lund) 12:18 G. Labossiere (J. Schella, M. Hall) 19:53 G. Howe (L. Lund) 27:36 F. Hughes (M. Howe, J. Sherrit) 36:52 L. Lund (P. Popiel) 54:07 F. Hughes (G. Howe, L. Lund) 58:30 | 2 R. Houle (M. Tardif, S. Bernier) 6:01 R. Houle (S. Bernier, R. Brodeur) 34:51 | Quebec                                     |                                            |                                            |
| Houston gewinnt die Serie mit 4:0 und die Avco World Trophy. |                                            | | |                                            |                                            |                                            |

Bereits im ersten Drittel des ersten Spiels der Serie sorgten die Houston Aeros für klare Verhältnisse. Gordie Howe führte sein Team erneut in nur vier Spielen zum Titel.

### Avco-World-Trophy-Sieger
Die 20 Spieler der Aeros setzen sich aus zwei Torhütern, sieben Verteidigern und elf Angreifern zusammen. Alle Spieler, die im Saisonverlauf zum Einsatz gekommen waren, zählten zur Siegermannschaft. Die Mannschaft blieb in jener Saison von Verletzungssorgen fast gänzlich verschont; 17 Feldspieler der Aeros absolvierten mindestens 70 Spiele der regulären Saison. Lediglich Verteidiger Bill Prentice gelangte sporadisch zum Einsatz und war mit deutlichem Abstand der Akteur mit der wenigsten Eiszeit. Die Siegermannschaft bestand wie im Vorjahr aus drei Mitgliedern der Hockeyfamilie Howe, neben „Mr. Hockey“ Gordie auch seine beiden Söhne Mark und Marty.
Neben Cheftrainer und General Manager Bill Dineen wurden folgende Spieler auf die Avco World Trophy, die Meisterschaftstrophäe der WHA, eingraviert:
| Avco-World-Trophy-Sieger Houston Aeros | Torhüter: Ron Grahame, Wayne Rutledge Verteidiger: Larry Hale, Mark Howe, Marty Howe, Glen Irwin, Poul Popiel, Bill Prentice, John Schella Angreifer: Murray Hall, Andre Hinse, Gordie Howe, Frank Hughes, Gord Labossiere, Don Larway, Larry Lund, Rich Preston, Terry Ruskowski, Jim Sherrit, Ted Taylor (C) Cheftrainer und General Manager: Bill Dineen |

### Beste Scorer
Abkürzungen: GP = Spiele, G = Tore, A = Assists, Pts = Punkte, PIM = Strafminuten; Fett: Saisonbestwert
| Spieler     | Team      | GP | G  | A  | Pts | PIM |
| ----------- | --------- | -- | -- | -- | --- | --- |
| Mark Howe   | Houston   | 13 | 10 | 12 | 22  | 0   |
| Marc Tardif | Québec    | 15 | 10 | 11 | 21  | 10  |
| Larry Lund  | Houston   | 13 | 5  | 13 | 18  | 13  |
| Gordie Howe | Houston   | 13 | 8  | 12 | 20  | 20  |
| Mike Walton | Minnesota | 12 | 10 | 7  | 17  | 10  |

## WHA Awards und vergebene Trophäen
Erstmals wurde der wertvollste Spieler der Playoffs ausgezeichnet. Zwei Trophäen erhielten neue Namen, der wertvollste Spieler erhielt nicht mehr die Gary L. Davidson Trophy, sondern die Gordie Howe Trophy. Die ehemalige Howard Baldwin Trophy für den besten Trainer wurde in Robert Schmertz Memorial Trophy umbenannt.
| Auszeichnung                    | Spieler        | Team                |
| ------------------------------- | -------------- | ------------------- |
| Gordie Howe Trophy              | Bobby Hull     | Winnipeg Jets       |
| Bill Hunter Trophy              | André Lacroix  | San Diego Mariners  |
| Lou Kaplan Trophy               | Anders Hedberg | Winnipeg Jets       |
| Ben Hatskin Trophy              | Ron Grahame    | Houston Aeros       |
| Dennis A. Murphy Trophy         | J. C. Tremblay | Québec Nordiques    |
| WHA Playoff MVP                 | Ron Grahame    | Houston Aeros       |
| Robert Schmertz Memorial Trophy | Sandy Hucul    | Phoenix Roadrunners |
| Paul Deneau Trophy              | Mike Rogers    | Edmonton Oilers     |

### WHA All-Star Teams

#### WHA First All-Star Team
Abkürzungen: GP = Spiele, G = Tore, A = Assists, Pts = Punkte, W = Siege, SO = Shutouts, GAA = Gegentorschnitt
| Spieler        | Position      | Team               | GP | G  | A   | Pts |
| -------------- | ------------- | ------------------ | -- | -- | --- | --- |
| André Lacroix  | Center        | San Diego Mariners | 78 | 41 | 106 | 147 |
| Gordie Howe    | Flügelstürmer | Houston Aeros      | 75 | 34 | 65  | 99  |
| Bobby Hull     | Flügelstürmer | Winnipeg Jets      | 78 | 77 | 65  | 142 |
| J. C. Tremblay | Verteidiger   | Québec Nordiques   | 68 | 16 | 56  | 72  |
| Kevin Morrison | Verteidiger   | San Diego Mariners | 78 | 20 | 61  | 81  |

| Spieler     | Position | Team          | GP | W  | SO | GAA  |
| ----------- | -------- | ------------- | -- | -- | -- | ---- |
| Ron Grahame | Torhüter | Houston Aeros | 43 | 33 | 4  | 3,03 |

#### WHA Second All-Star Team
Abkürzungen: GP = Spiele, G = Tore, A = Assists, Pts = Punkte, W = Siege, SO = Shutouts, GAA = Gegentorschnitt
| Spieler        | Position      | Team                            | GP | G  | A  | Pts |
| -------------- | ------------- | ------------------------------- | -- | -- | -- | --- |
| Serge Bernier  | Center        | Québec Nordiques                | 76 | 54 | 68 | 122 |
| Anders Hedberg | Flügelstürmer | Winnipeg Jets                   | 65 | 53 | 47 | 100 |
| Marc Tardif    | Flügelstürmer | Michigan Stags Québec Nordiques | 76 | 50 | 39 | 89  |
| Poul Popiel    | Verteidiger   | Houston Aeros                   | 78 | 11 | 53 | 64  |
| Barry Long     | Verteidiger   | Edmonton Oilers                 | 78 | 20 | 40 | 60  |

| Spieler        | Position | Team                | GP | W  | SO | GAA  |
| -------------- | -------- | ------------------- | -- | -- | -- | ---- |
| Gerry Cheevers | Torhüter | Cleveland Crusaders | 52 | 26 | 4  | 3,26 |